# El Toro (Herrera)
El Toro es un corregimiento del distrito de Las Minas en la provincia de Herrera, República de Panamá. La población tiene 931 habitantes (2010).